# 小篆
小篆是一种汉字字体，是汉字在古文字阶段的最后一种字体。小篆以西周籀文为基础，发展于战国时期的秦国，后成为秦始皇统一六国文字时采用的字体。两汉以来，小篆的地位逐渐被隶书取代，是为隶变。此后，小篆的应用场景仅限于印章、书法艺术等领域。

## 历史
西周周宣王曾整理籀文，规范汉字书写。春秋战国时期，各国文字在籀文的基础上各自发展变化。秦国一系文字的特点是字形规整、匀称，象形程度较低，如石鼓文。随着这一趋势进一步增强，大约在秦献公迁都栎阳时期，秦小篆从秦系文字正体中脱胎而生。
与此同时，东方六国文字的变化不断加剧，与秦小篆的分歧越来越大。有感於此，秦始皇在統一六國之後决定實行“書同文”政策，統一全中国的文字書寫規範。李斯、赵高、胡毋敬等人奉命对秦小篆进行整理，编成字书《苍颉篇》、《爰历篇》、《博学篇》，确认了小篆字体的标准字形。这是继殷商甲骨文、西周籀文后，汉字的第三次大整理。

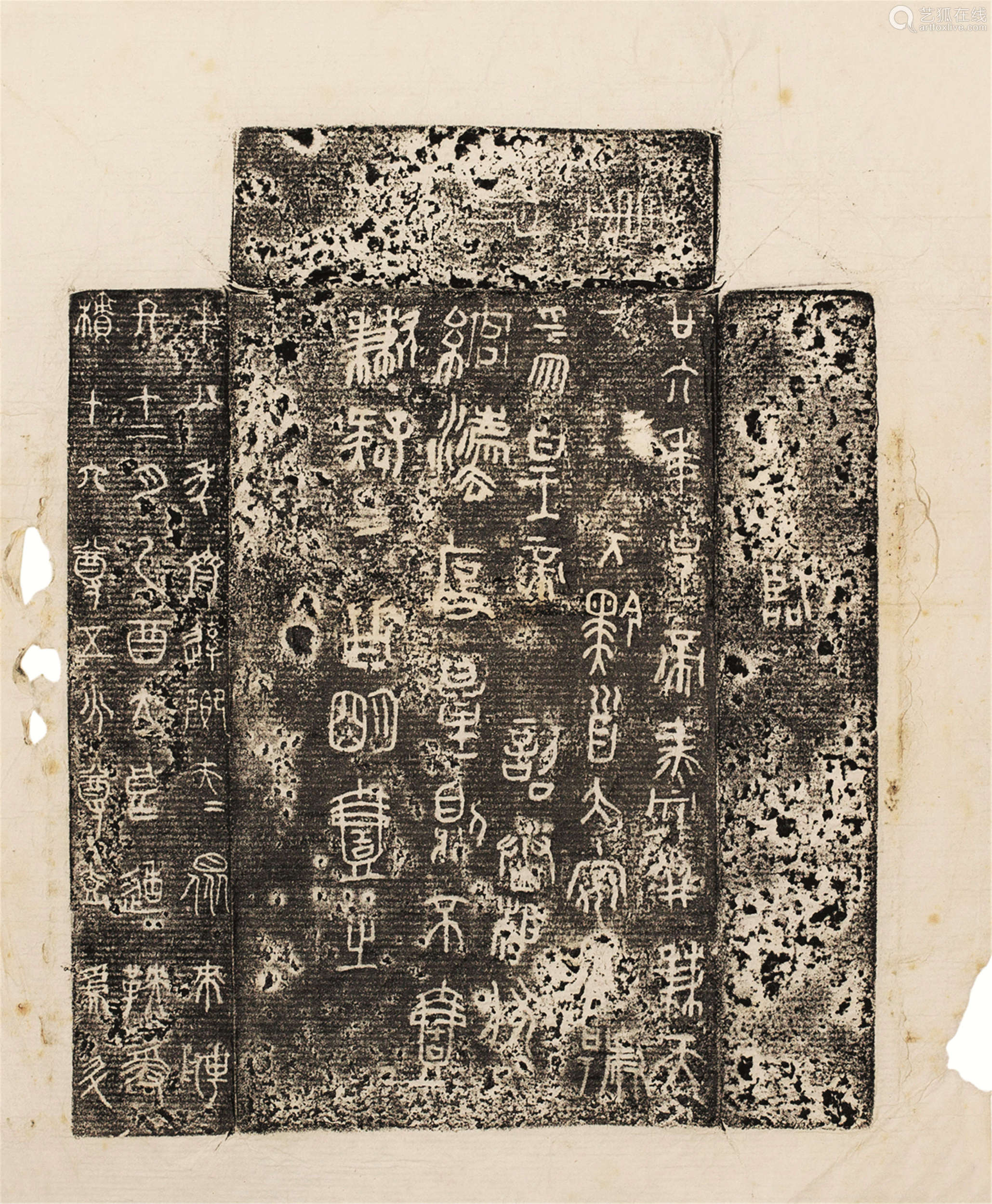
商鞅方升拓片。左壁为秦商鞅变法时期小篆，底部为秦统一后小篆
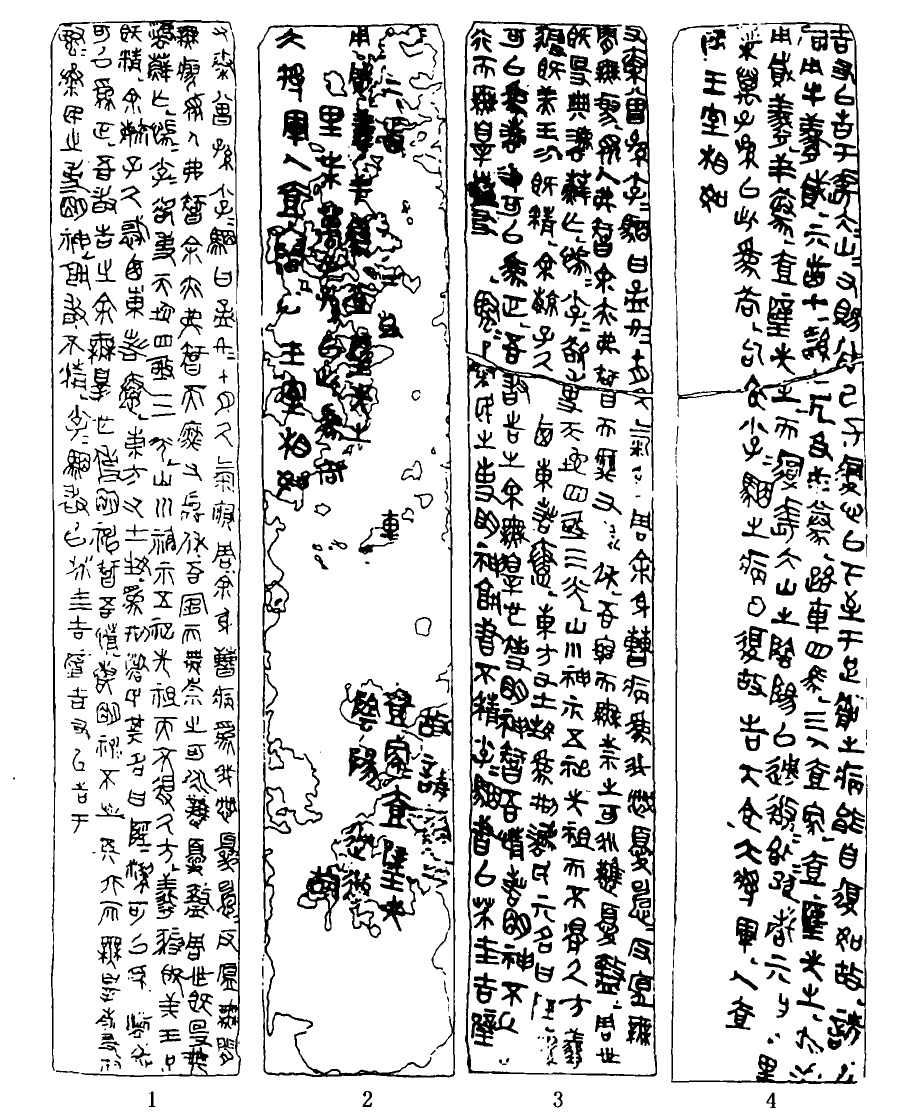
秦骃（秦惠文王）祷病玉版
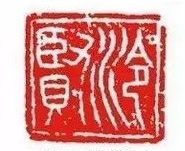
战国时期秦国“泠贤”私人用印
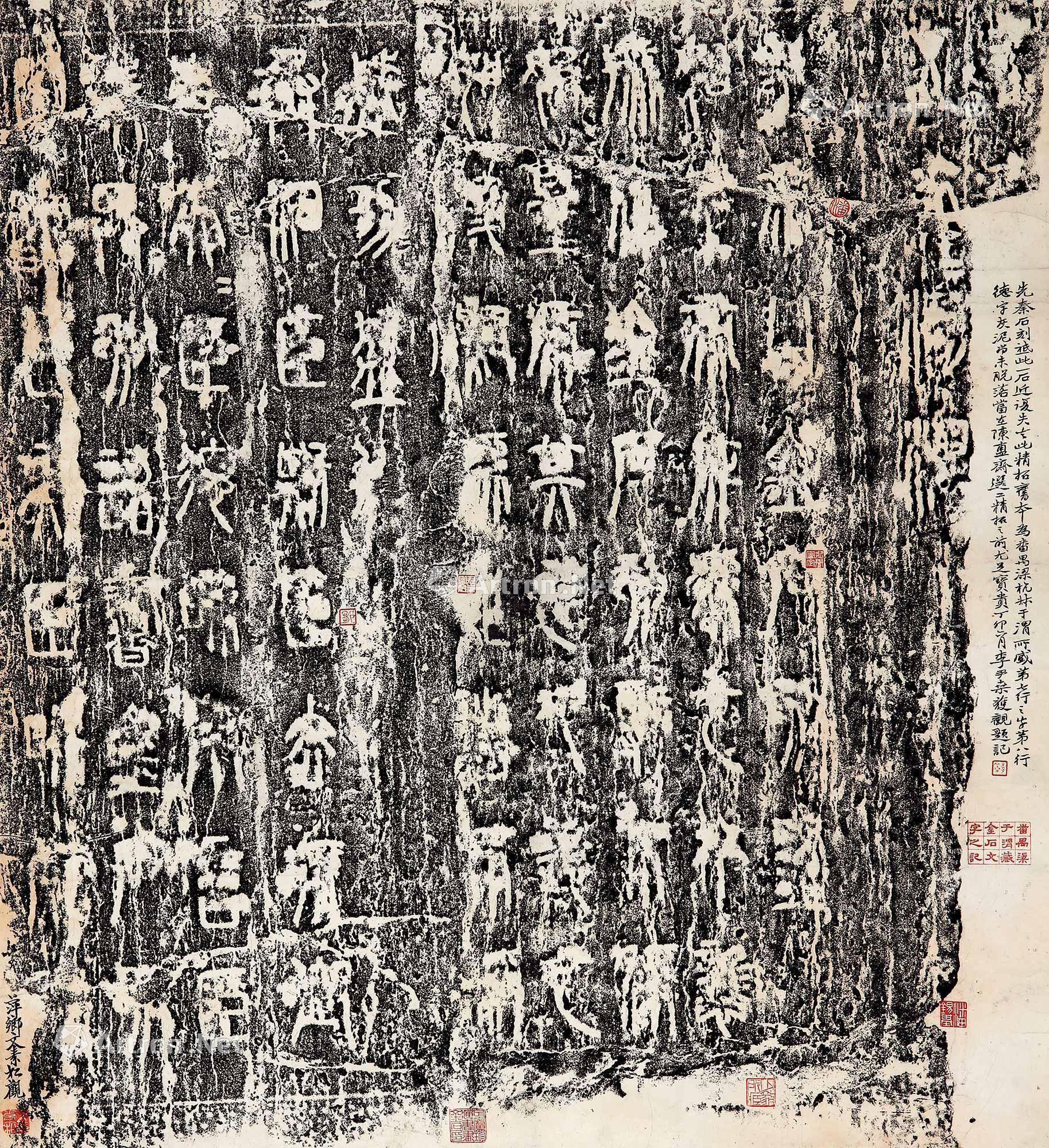
琅琊台刻石，传为李斯所书，秦巡游纪功刻石中唯一留存至今的一件
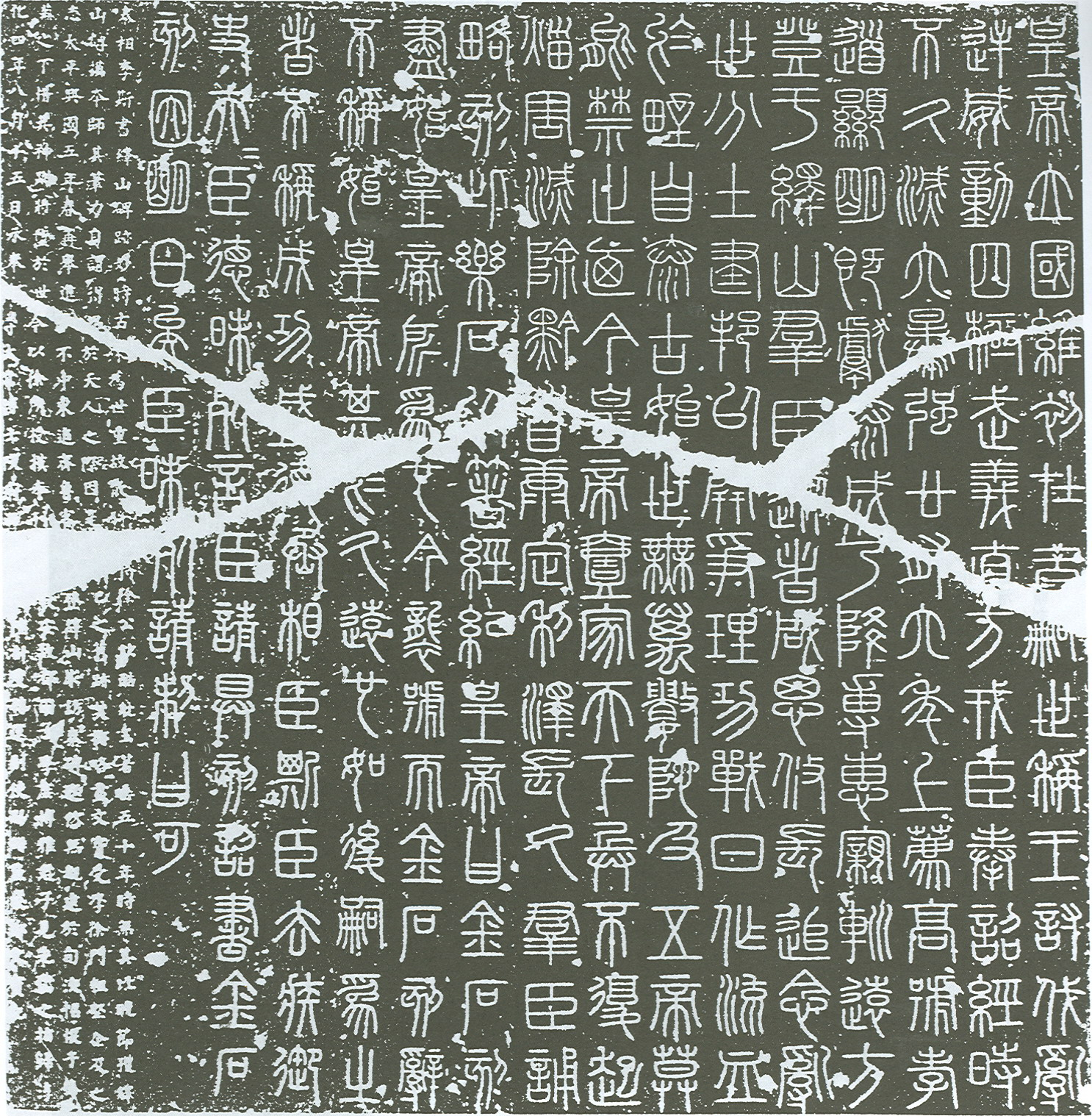
峄山刻石拓片，传为李斯所书。原物已毁，今存北宋郑文宝摹刻本
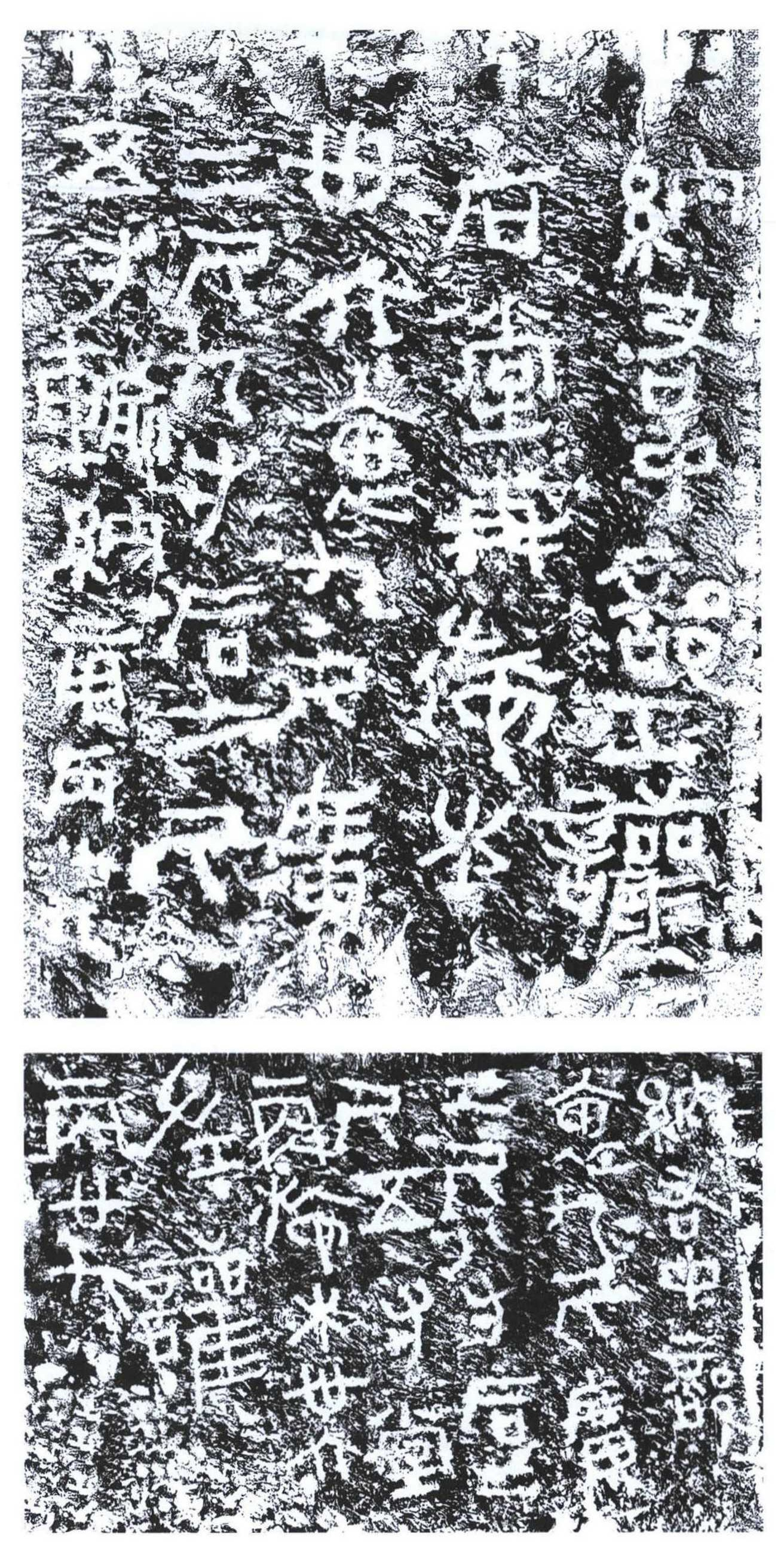
修建秦始皇陵所用石材上的小篆

在秦系文字正体发展为秦小篆的同时，秦系文字俗体则发展为隶书。小篆作为正式场合的主要字体，隶书作为辅助字体。秦朝灭亡、西汉建立后，小篆的地位逐渐被隶书所取代。东汉许慎著《说文解字》时，人们普遍只认识隶书而不了解篆书。小篆的使用范围逐渐退缩至印章、瓦当、碑额、墓志盖等领域，更多地作为一种书法艺术而非实用字体。

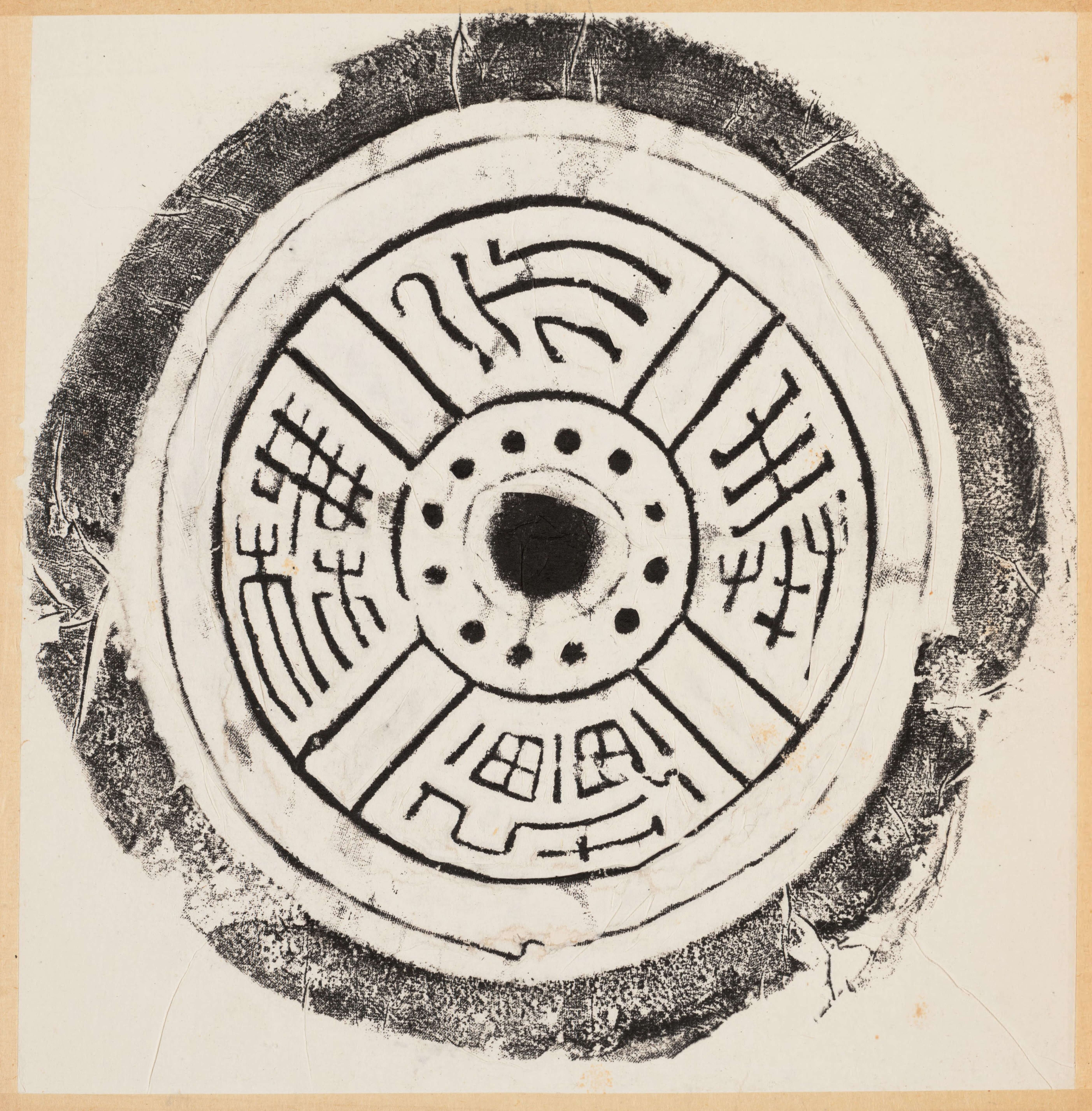
汉永奉无疆瓦当
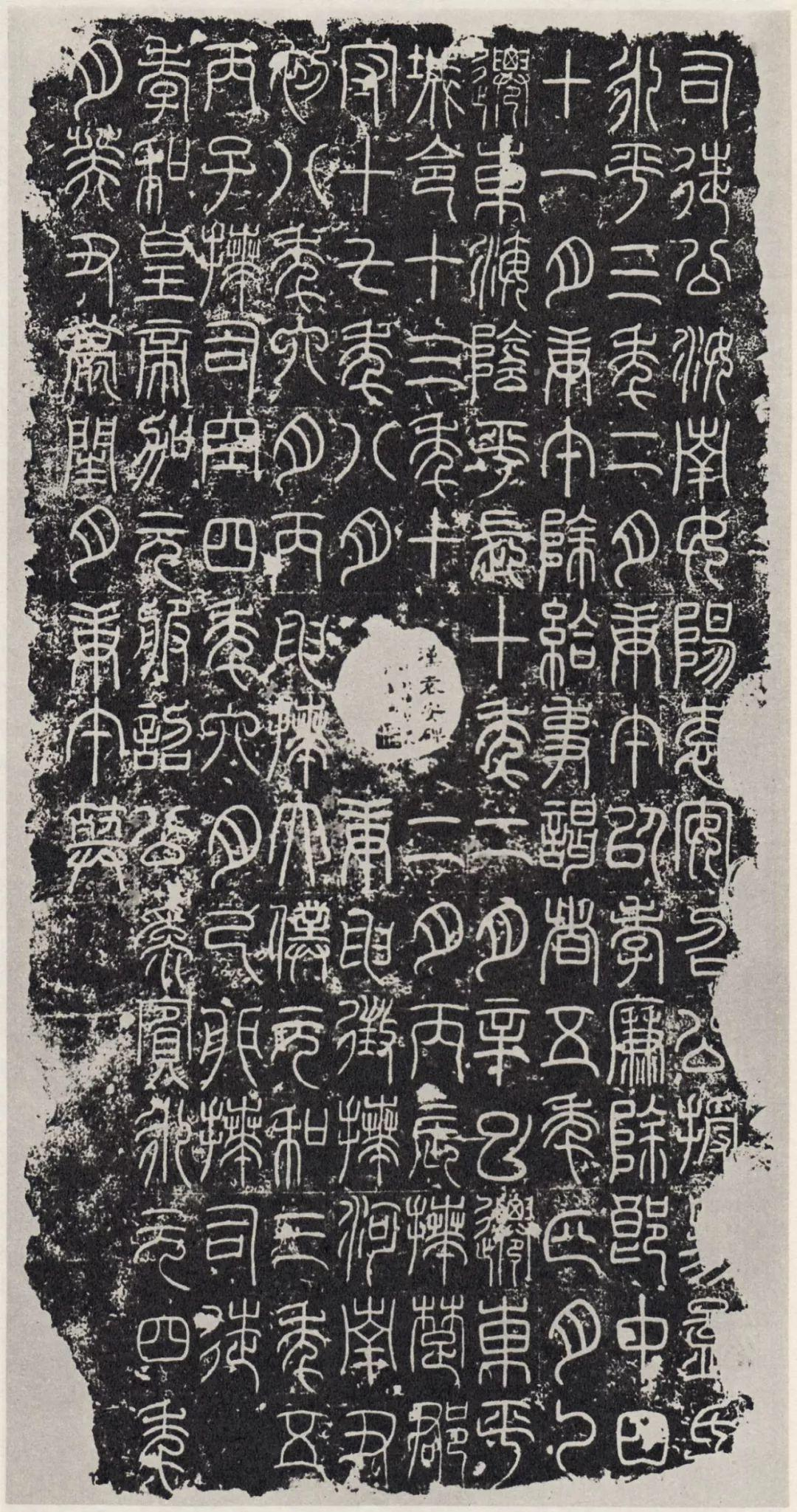
东汉袁安碑
三国孙吴天发神谶碑

唐朝李阳冰擅写小篆，推动小篆书法的复兴，但仍未摆脱秦代小篆的风貌。直到清代，伴随着金石学的发展，邓石如熔铸秦汉篆隶为一体，成为小篆书法复兴的先驱，涌现出吴让之、赵之谦、吴昌硕等篆书家。

## 小篆的風格
秦代時的小篆風貌，可由現存的《泰山刻石》、《瑯琊臺刻石》及權量銘文等遺物中得見之。小篆的筆劃較細 ，所以也有「玉箸篆」之稱；在字形上呈長方形，結構往往有左右對稱的現象，給人挺拔秀麗的感覺。